# صالح التلاحمة
صالح محمود حسين تلاحمة عسكري فلسطيني (ولد في دورا عام 1966، واستشهد في البيرة 2003)، قائد في كتائب الشهيد عز الدين القسام الجناح العسكري لحركة حماس، رافق يحيى عياش ومحيي الدين الشريف في نشاطهم العسكري المقاوم للاحتلال، تعرض للاعتقال من قبل السلطة الفلسطينية (حركة فتح) ، ومن قبل الاحتلال الإسرائيلي. استشهد في اشتباك مع قوة خاصة إسرائيلية حضرت لاعتقاله.

## نشأته وتعليمه
ولد في بلدة دورا في محافظة الخليل، وانتقلت عائلته إلى قرية البرج في جنوب البلدة. تلقى تعليمه الابتدائي في البرج والإعدادي والثانوي في دورا. حصل على منحة للدراسة في روسيا إلا أنه أسرته اعترضت على سفره، فدرس الهندسة الكهربائية في جامعة بيرزيت. عمل في إحدى المكتبات في مدينة الخليل وبعدها عاد للدراسة في جامعة القدس المفتوحة
تزوج من ماجدة تلاحمة في 1988 ولهما خمسة أبناء.

## نشاطه السياسي واعتقاله
التحق بالحركة الإسلامية في عام 1987، وانضم إلى صفوف حركة حماس وكتائب القسام، وشارك في الانتفاضة الأولى. عمل مع يحيى عياش ومحيي الدين الشريف، واعتقل في 1996 لدى السلطة الفلسطينية وكان أول عضو من حماس يعتقل لديها، وكانت تتهمه سلطات الاحتلال بأنه حلقة الوصل بين الجناحين السياسي والعسكري، وتعرض للتعذيب وظل في سجونها إلى العام 2000. بعد الإفراج عنه من سجون السلطة طاردته سلطات الاحتلال، وتعرض بيت أسرته للمداهمات والإخطارات والتهديدات مرات، واعتقلت زوجته في إحدى المرات.

## إستشهاده
في صبيحة 21 كانون الأول 2003 اجتاحت قوات صهيونية حي الشرفا في مدينة البيرة وحاصرت عمارة الرمحي حيث كان الشهيد صالح التلاحمة الشهيدين سيد عبد الكريم الشيخ قاسم وحسنين رمانة، كما ادعت سلطات الاحتلال أن القائد القسامي إبراهيم حامد كان برفقتهما. رفض المحاصرون الاستسلام واشتبكوا مع القوة الإسرائيلية التي لجأت إلى نسف المبنى، ما أدى إلى استشهاد تلاحمة والشيخ قاسم ورمانة فيما تضاربت الأنباء حول استشهاد الشيخ إبراهيم حامد، حيث أدعت قوات الاحتلال أنها قتلته معهم. وقد لاحظ بعض الشهود أن قوات الاحتلال تكتمت على جثة رابعة وأخذتها معها إلى مكان مجهول. وتبين لاحقاً ان جيش الاحتلال يكذب، فقد تم إلقاء القبض على إبراهيم حامد لاحقاً.